# Sint-Martinuskerk (Lorch)
De Sint-Martinuskerk (Duits: St. Martin) is de rooms-katholieke parochiekerk van het Hessische stadje Lorch. Sinds het jaar 2002 maakt de kerk deel uit van het werelderfgoed Mittelrhein.

## Geschiedenis
In de 13e eeuw werd een begin gemaakt met de bouw van de huidige gotische kerk over de resten van een deels behouden grotere laatromaanse basiliek. Ook het koor dateert uit deze periode. In 1398 werd de noordelijke beuk, ook "Presberger schip" genoemd, gebouwd. Hiervoor werd de noordelijk muur van het oude schip doorbroken. In 1480 werd vervolgens het westelijke front met de voorhal en galerij verbouwd. De voormalige weertoren werd in 1576 vernieuwd. De kerk werd in de loop van de tijd door adel, burgers en geestelijkheid rijk voorzien van altaren, schilderijen en beelden.
In het begin van de 19e eeuw werd een restauratie van het kerkgebouw noodzakelijk. Om het werk te financieren hield de toenmalige pastoor een uitverkoop van de kunstwerken. Hierdoor bleef slechts een deel van de waardevolle kunstwerken die de kerk ooit bezat bewaard.
In 2012 werd een begin gemaakt met een omvangrijk restauratieprogramma van het interieur van de kerk. De 19e-eeuwse kerkvensters werden uit de kerk gehaald om te worden gerenoveerd en te worden voorzien van isolerend beschermingsglas. Het programma omvatte eveneens het reinigen van het hoogaltaar en maatregelen ter verbetering van het klimaat en de verlichting, alsmede ter bestrijding van schimmel en houtworm in de sacristie, het dakgestoelte en de toren.

## Inrichting
- Het hoogaltaar uit 1483 is het grootste en waarschijnlijk het oudste monochroom uit hout gesneden altaar in Duitsland. Het altaar geldt als het meest waardevolle kunstwerk van het bisdom Limburg.
- Het koorgestoelte met houtsnijwerk is laat-13e-eeuws.
- Eveneens uit de 13e eeuw stamt het vroeggotische triomfkruis.
- Het doopvont werd in 1464 vervaardigd.
- De piëta dateert uit circa 1400.
- Voorts bezit de kerk een aantal fraaie zijaltaren, beelden en grafmonumenten uit een jongere periode en een epitaaf met een beeld van ridder Johann Hilchen.
- Het huidige orgel werd in 1984 ingewijd. Orgelbouwer Fischer und Krämer maakte bij de bouw van het orgel gebruik van bijna alle registers van het oude romantische orgel uit 1880. Ook bleef de oude neogotische orgelkas bewaard. Het instrument heeft 43 registers verdeeld over drie manualen en pedaal.

## Afbeeldingen

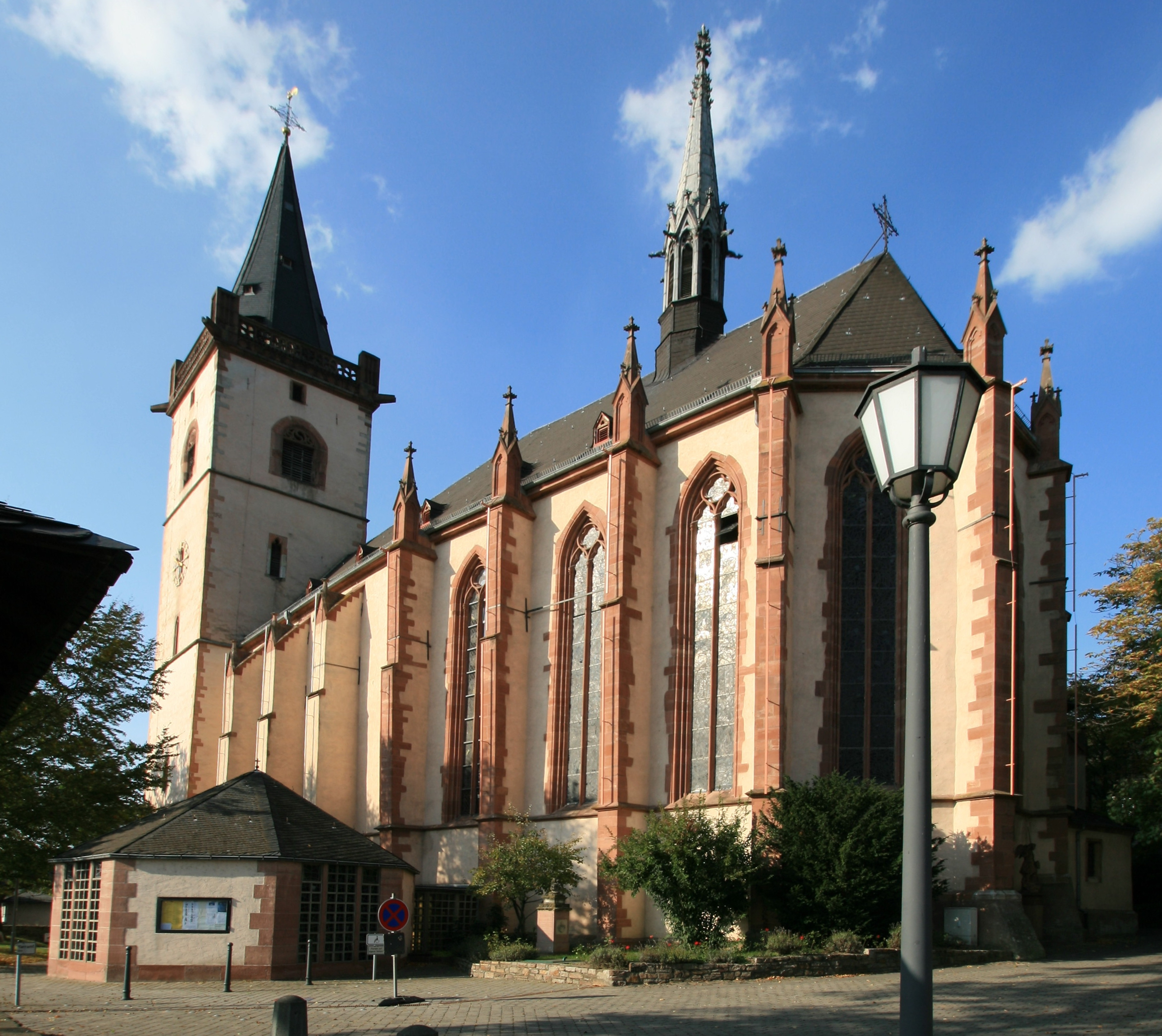
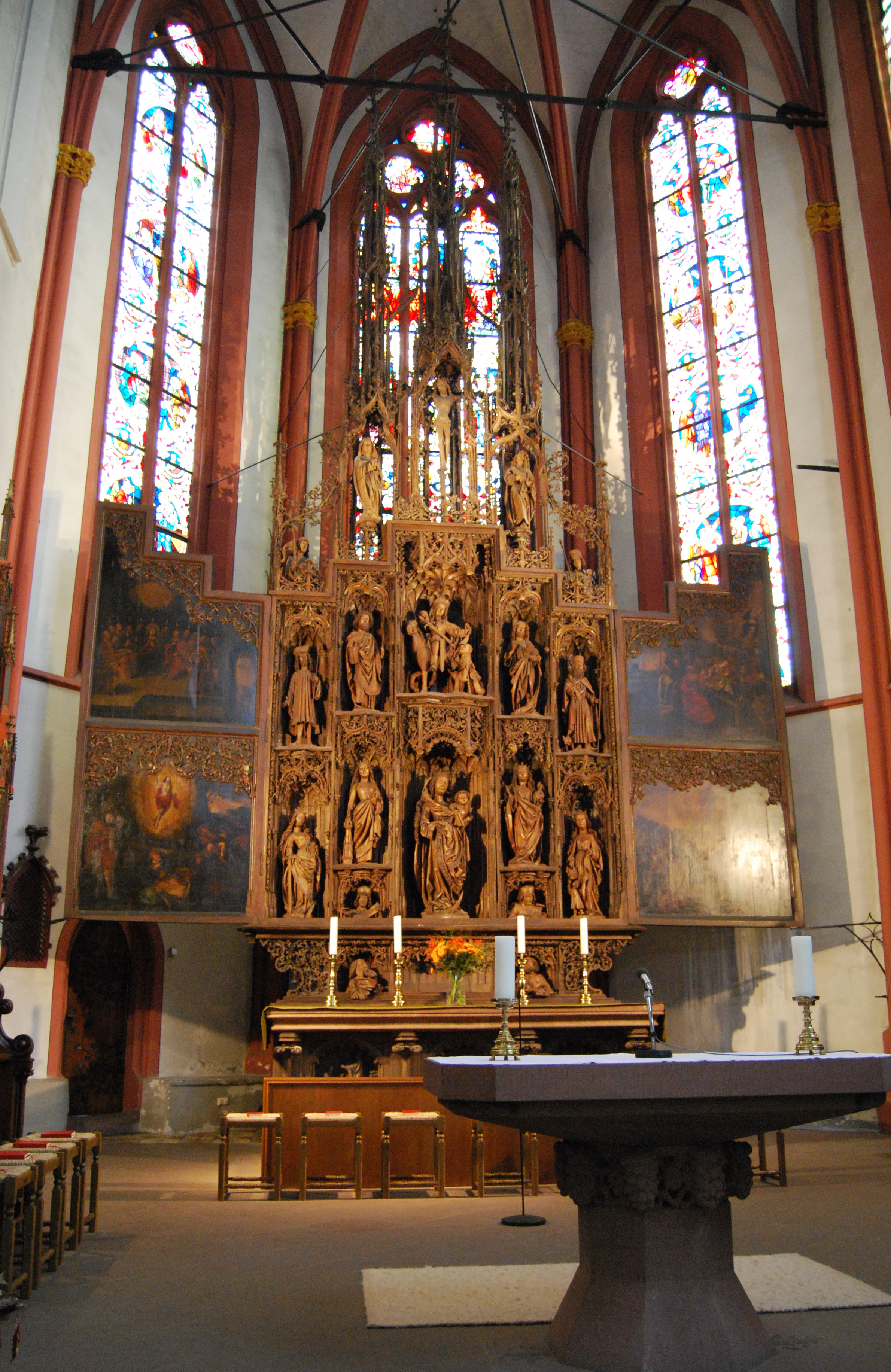
Hoogaltaar
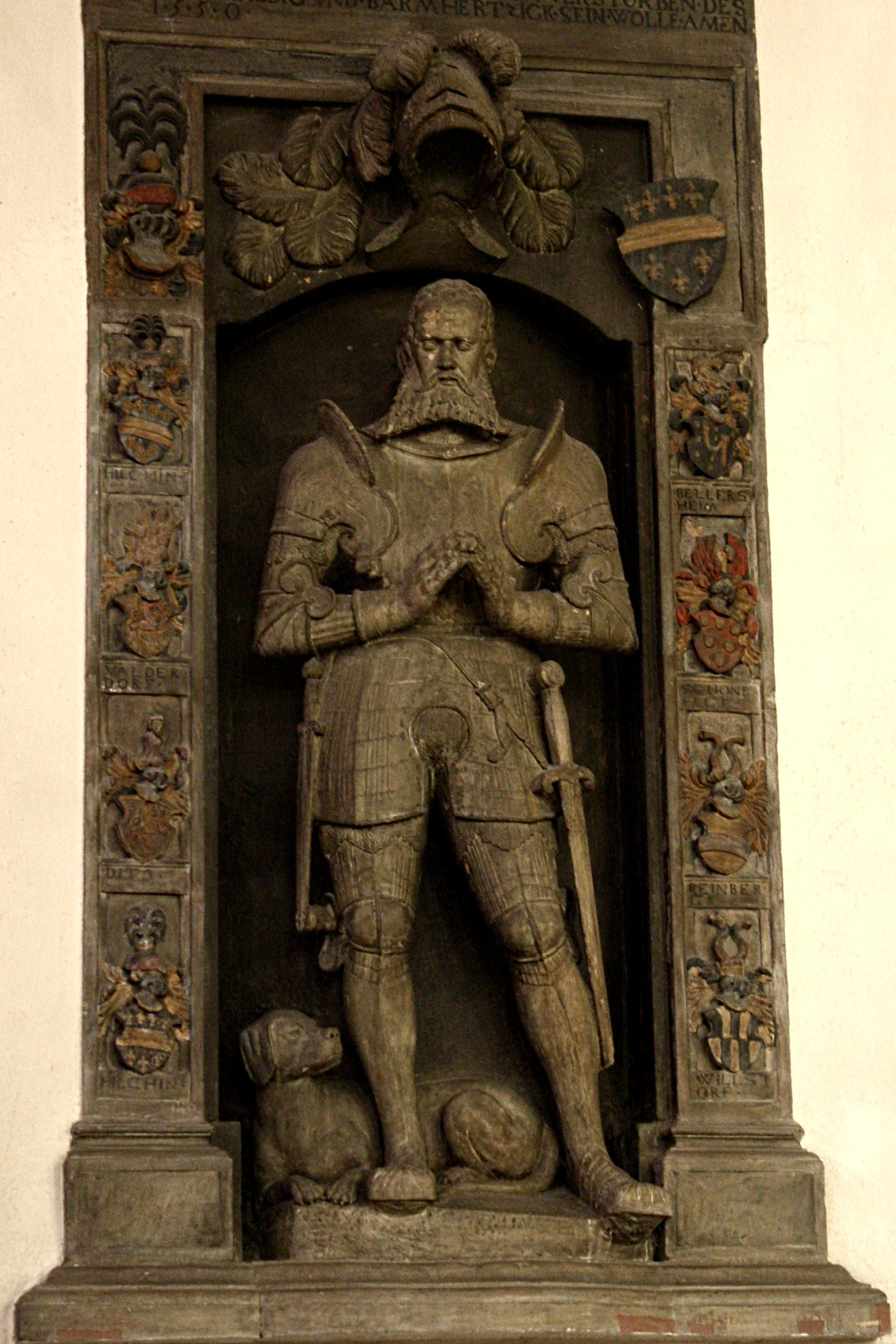
Epitaaf Johann Hilchen
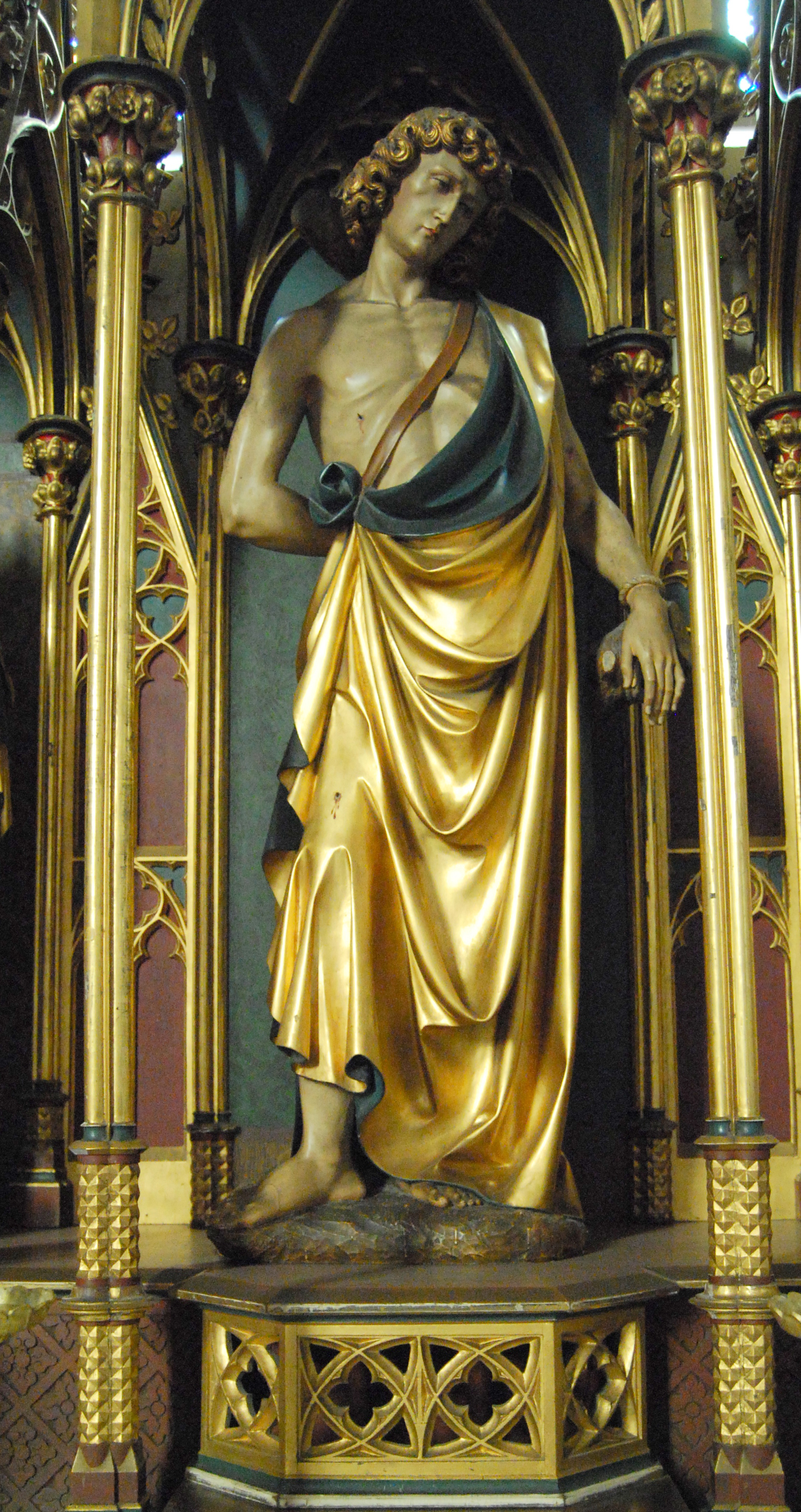
Neogotisch beeld zijaltaar Hl. Sebastiaan